# سيريوس سام: المواجهة الأولى
سيريوس سام: المواجهة الأولى هي لعبة إطلاق النار من شخص أول 2001 التي طورتها كروتيم و نشرتها Gathering of Developers. إنها أول لعبة في سلسلة "سيريوس سام" اللعبة تتبع قصة الجندي البطل سام "سيريوس" ستون، الذي يتم إرساله مرة أخرى في الزمن إلى مصر القديمة في 1378 قبل الميلاد للكشف عن المعلومات عن الحضارة المتقدمة تقنيا من السيريانيون التي يمكن أن تساعد البشرية على البقاء على قيد الحياة من هجمات القوى الخارجية في القرن 22. يتنقل اللاعب بشخصية سام عبر مستويات خطية، إما مغلقة أو في سهول مفتوحة، ويقاتل موجات متزايدة الحجم من الأعداء بترسانة متوسعة. خلال اللعبة ، يستطيع اللاعب الحصول على أسلحة جديدة و تعبئة الذخيرة و الصحة و كذلك مراجعة المعلومات الاستراتيجية. في وضعية اللعب الجماعي ، تمتلك اللعبة وضعين لعبة الموت واللعب التعاوني لحملة اللاعب الواحد.